# Hollóháza
Hollóháza is een plaats (község) en gemeente in het Hongaarse comitaat Borsod-Abaúj-Zemplén. Hollóháza telt 1029 inwoners (2001).